# ماري ميكر
ماري ميكر (بالإنجليزية: Mary Meeker)‏ (ولدت في سبتمبر 1959) هي أمريكية رأسمالية مغامرة ومحللة أوراق مالية سابقة في وول ستريت. عملها الأساسي هو الإنترنت والتقنيات الجديدة. وهي مؤسسة وشريكة عامة في شركة بوند كابيتال لرأس المال الاستثماري. في عام 2014 تم إدراجها في المرتبة 77 كأقوى امرأة في العالم من قبل مجلة فوربس.